# Antepipona defecta
Antepipona defecta är en stekelart som först beskrevs av Giordani Soika 1963.  Antepipona defecta ingår i släktet Antepipona och familjen Eumenidae. Inga underarter finns listade i Catalogue of Life.